# Xã Harrison, Michigan
Xã Harrison (tiếng Anh: Harrison Township) là một xã thuộc quận Macomb, tiểu bang Michigan, Hoa Kỳ. Năm 2010, dân số của xã này là 24.587 người.